# Auf rote Rosen fallen Tränen
Auf rote Rosen fallen Tränen – czternasty album muzyczny niemieckiego zespołu Die Flippers wydany w roku 1985
Lista utworów
1. Auf rote Rosen fallen Tränen    – 3:14
2. Die Nacht von Santa-Monica    – 3:31
3. Was ist schon eine Nacht    – 3:50
4. Der Sommer mit Dir    – 3:10
5. Reise ins Glück    – 3:26
6. Ich geh mit Dir bis zum Regenbogen    – 3:44
7. Ein kleines Lied bis zum Sonnenschein    – 3:37
8. Silbermond und goldene Sterne    – 3:25
9. Ich hab Sehnsucht    – 3:25
10. Mit der Liebe leben    – 3:25
11. San Francisco    – 3:16
12. Sag nicht Goodbye   – 3:30